# 1073년

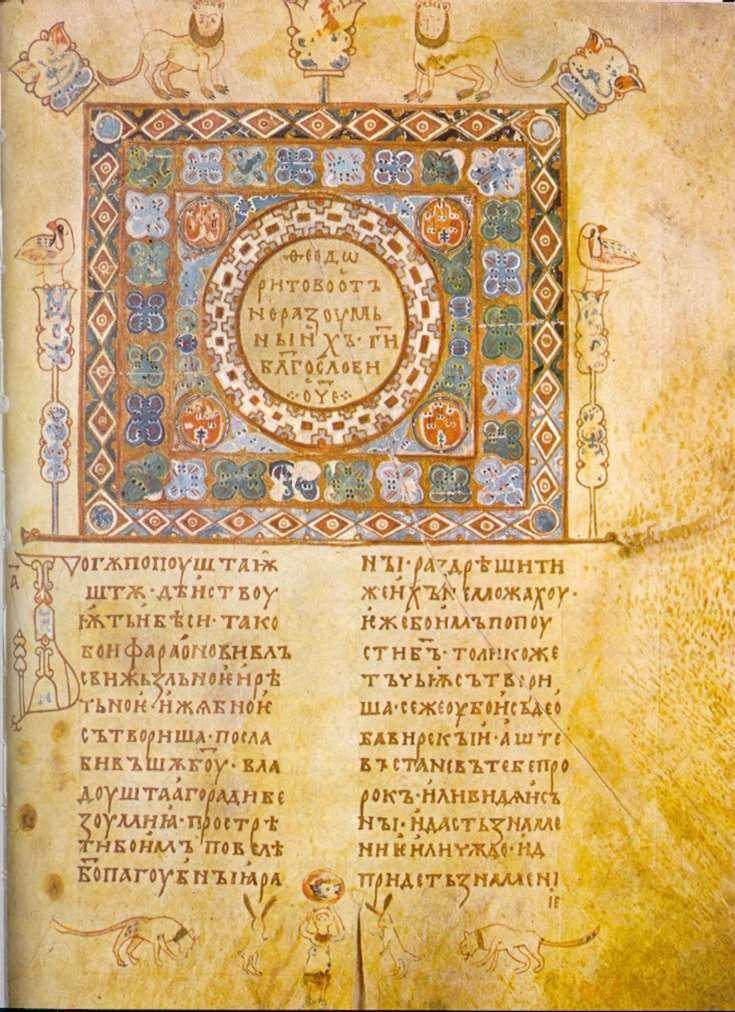

## 연호
- 북송(北宋) 희녕(熙寧) 6년
- 요(遼) 함옹(咸雍) 9년
- 일본(日本) 엔큐(延久) 5년
- 서하(西夏) 천사예성국경(天賜禮盛國慶) 5년
- 리 왕조(李朝) 타이닌(太寧) 2년

## 기년
- 고려(高麗) 문종(文宗) 27년
- 북송(北宋) 신종(神宗) 6년
- 요(遼) 도종(道宗) 19년
- 서하(西夏) 혜종(惠宗) 7년
- 리 왕조(李朝) 인종(仁宗) 2년

## 사망
- 4월 21일 - 교황 알렉산데르 2세